# Neuville-en-Avesnois
Neuville-en-Avesnois ist eine französische Gemeinde mit 303 Einwohnern (Stand 1. Januar 2022) im Département Nord in der Region Hauts-de-France. Sie gehört zum Kanton Avesnes-sur-Helpe im Arrondissement Avesnes-sur-Helpe. 

## Lage
Die Gemeinde Neucille-en-Avesnois liegt im Regionalen Naturpark Avesnois, 26 Kilometer östlich von Cambrai. Sie grenzt im Nordosten an Salesches, im Südosten an Poix-du-Nord, im Süden an Vendegies-au-Bois, im Westen an Romeries und im Nordwesten an Beaudignies. Das Siedlungsgebiet befindet sich auf 115 Metern über Meereshöhe. An der nordöstlichen Gemeindegrenze verläuft das Flüsschen Saint-Georges.

## Bevölkerungsentwicklung
| Jahr                       | 1962 | 1968 | 1975 | 1982 | 1990 | 1999 | 2009 | 2020 |
| Einwohner                  | 308  | 280  | 278  | 286  | 283  | 261  | 289  | 303  |
| Quellen: Cassini und INSEE |      |      |      |      |      |      |      |      |

## Sehenswürdigkeiten
- Kirche Sainte-Elisabeth, Monument historique
- Bildstöcke
- Gefallenendenkmal

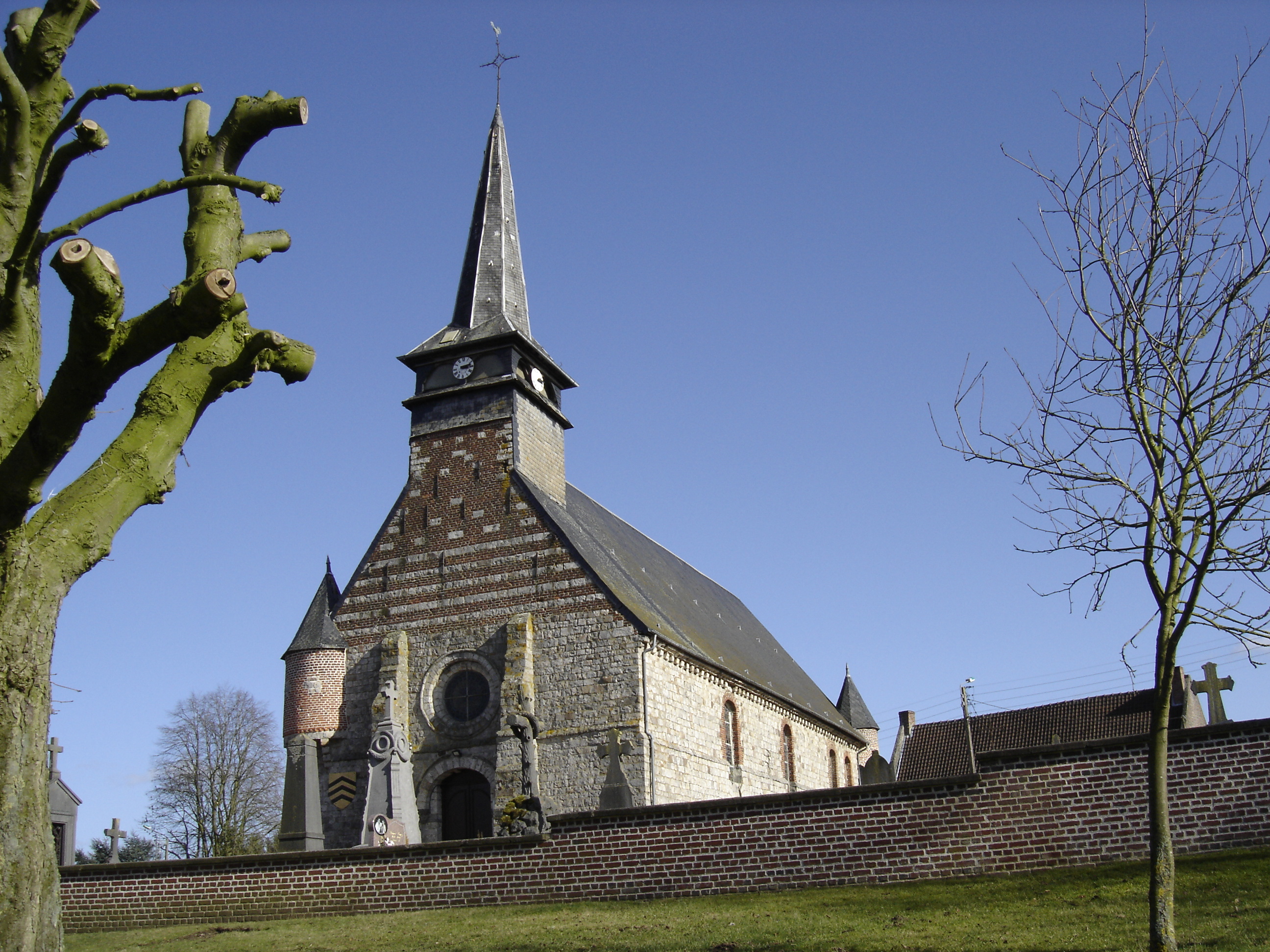
Kirche Sainte-Elisabeth
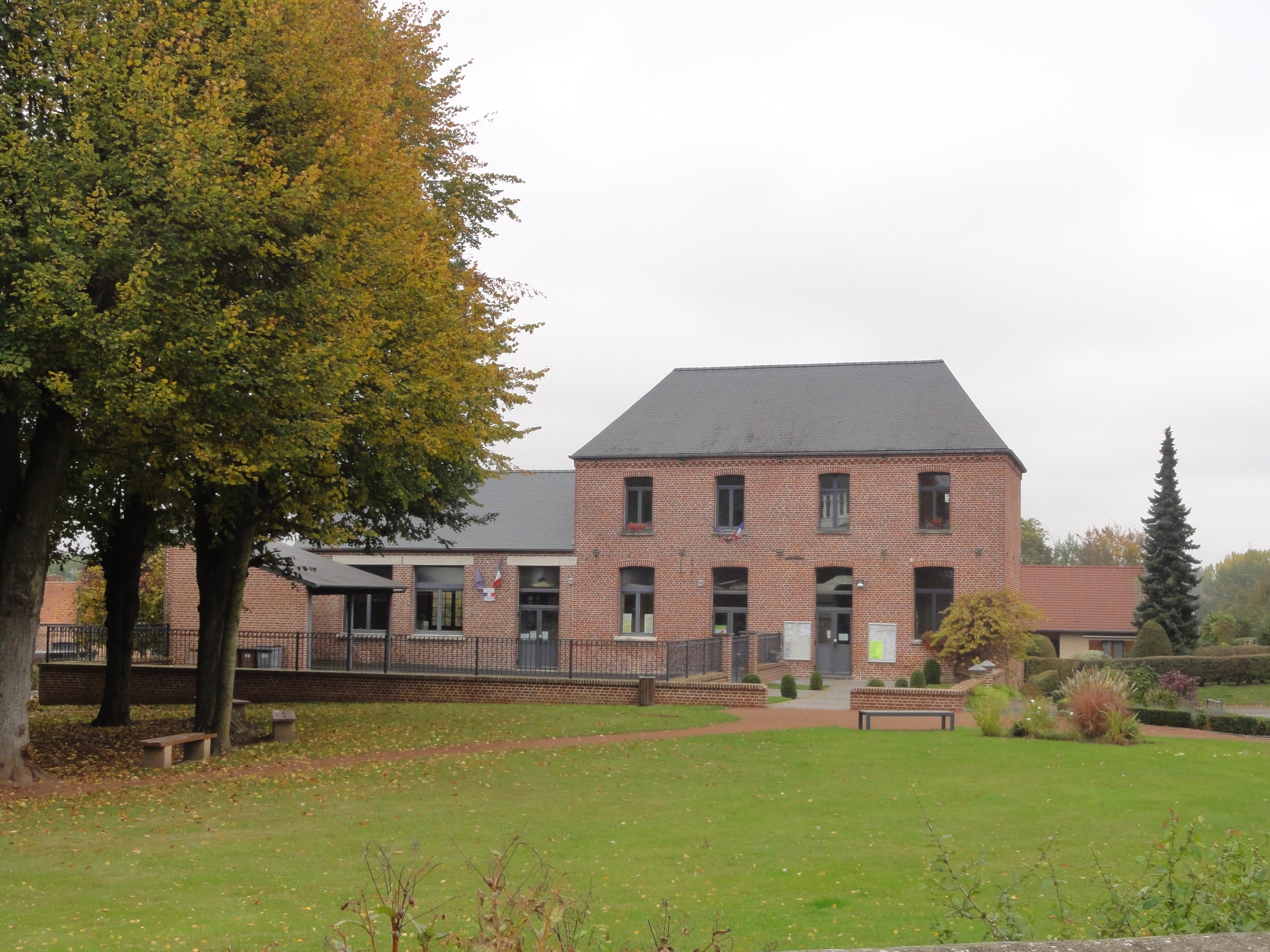
Grundschule
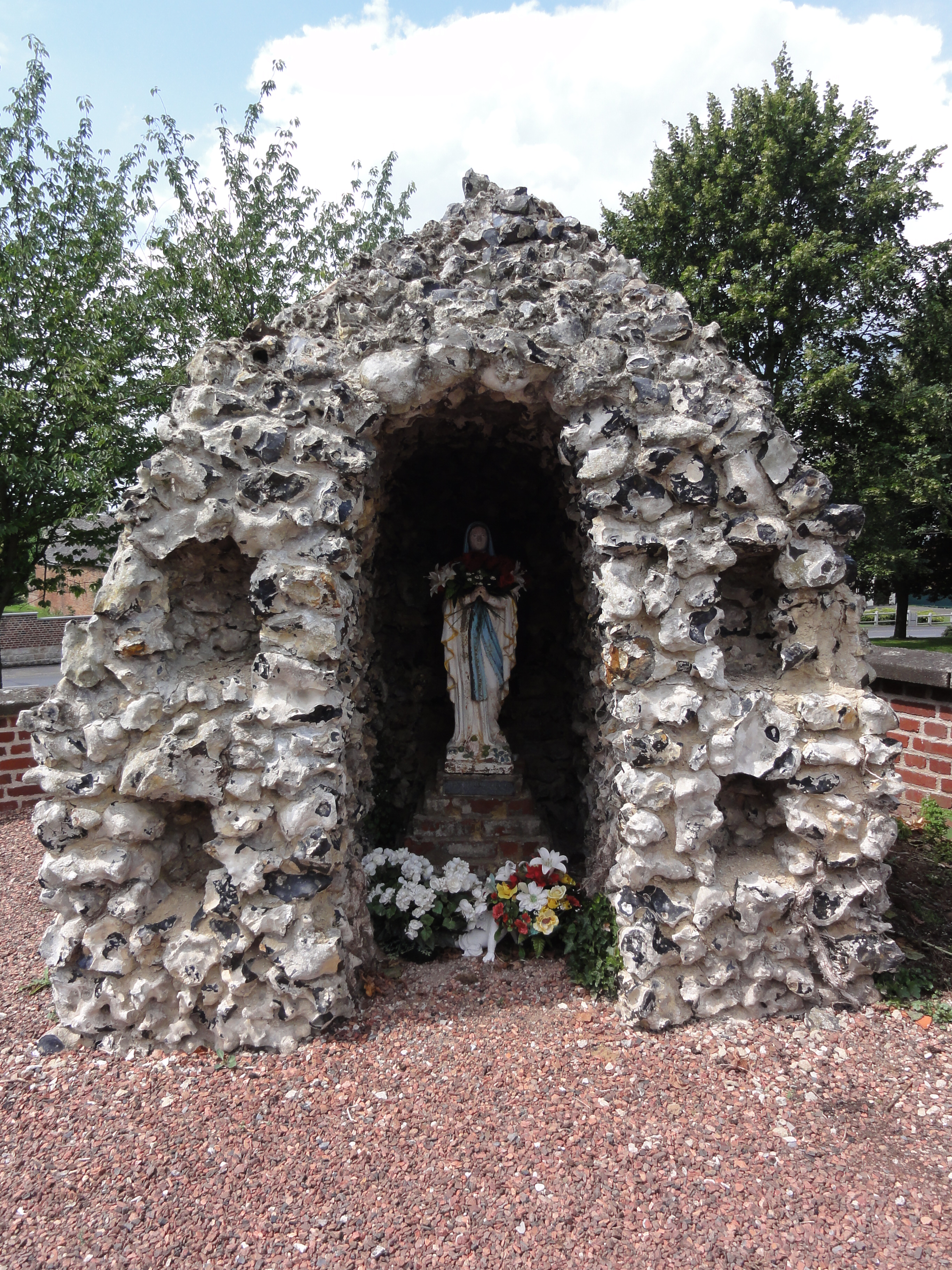
Lourdesgrotten-Replik
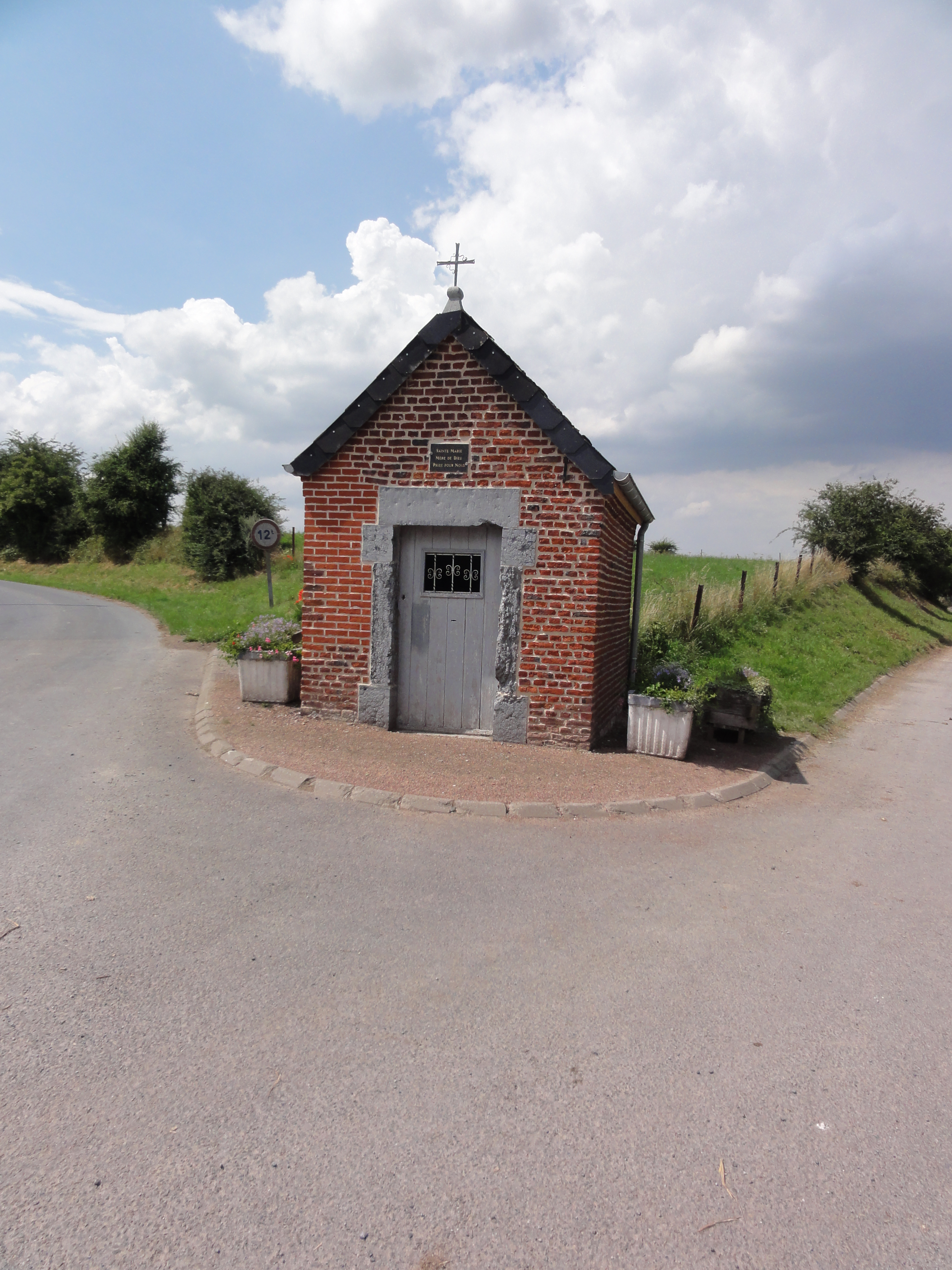
Muttergottes-Kapelle
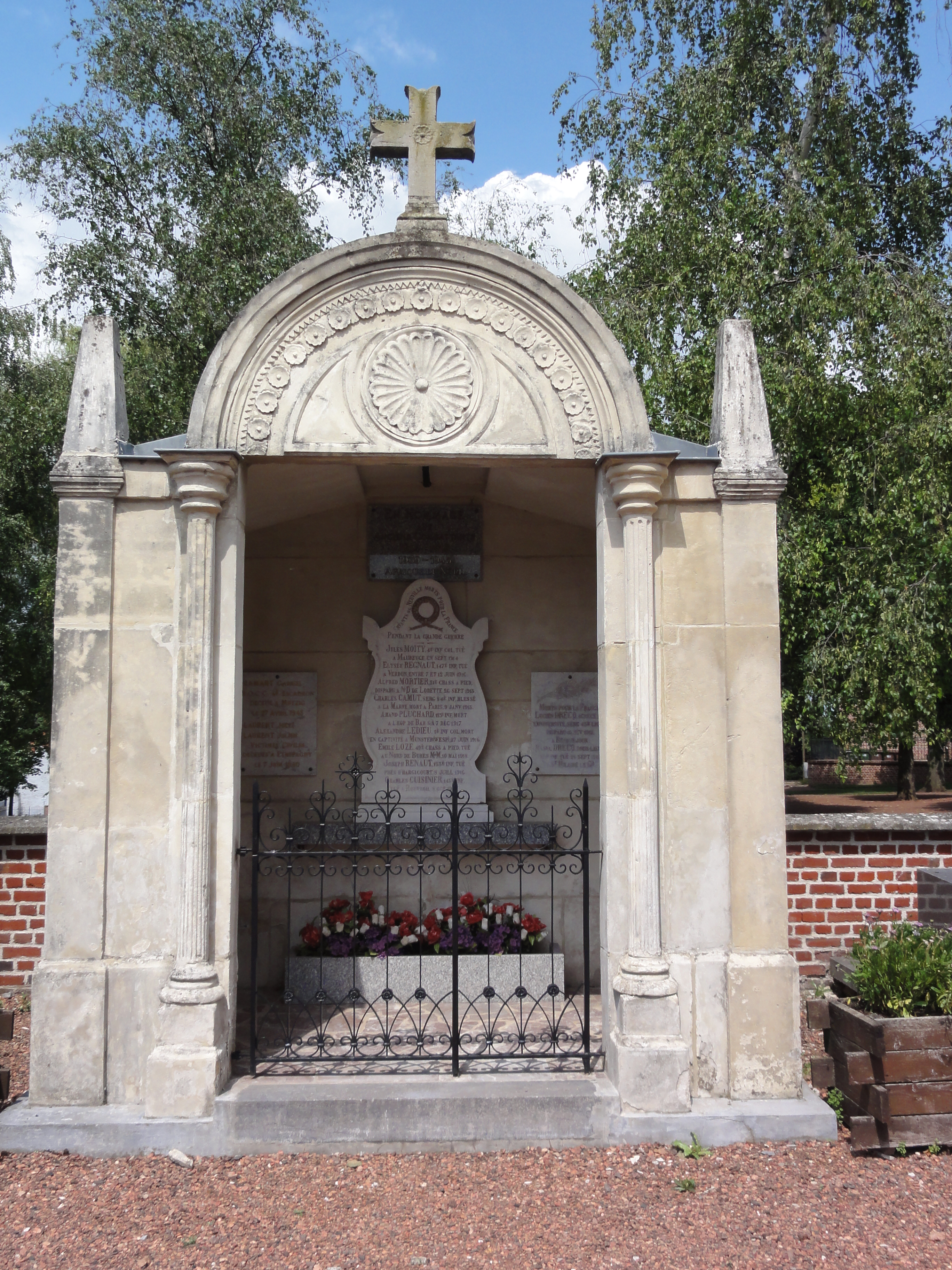
Gefallenendenkmal